# Дитинство без війни
«Дитинство без війни» — благодійний проєкт Благодійного фонду Руслана Шостака спрямований на захист дітей-сиріт.
Проєкт має на меті евакуювати 5000 дітей із прифронтових територій. Планується, що по закінченню війни, усі діти повернуться на батьківщину.
Станом на березень 2023 в рамках проєкту «Дитинство без війни» фонд Руслана Шостака залучив 4,67 млн євро на евакуацію й утримання дітей-сиріт та залучив до співпраці понад 300 волонтерів і амбасадорів. В рамках проєкту проведена наймасштабніша евакуація дітей-сиріт із часів Другої світової війни: до Туреччини з прифронтових територій України евакуйовано 1700 дітей та осіб, що їх супроводжували (станом на травень 2023).

## Історія
У березні 2022 року в межах проєкту «Дитинство без війни» було врятовано з зони активних бойових дій і евакуйовано до Туреччини близько 2000 дітей-сиріт. Евакуація понад 2000 дітей-сиріт з України стала найбільшим державно-приватним проєктом організованої евакуації. Для переїзду було залучено понад 90 автобусів, 24 залізничні вагони та 9 літаків.
27 березня 2023 Благодійний фонд Руслана Шостака заявив про готовність розмістити українських дітей-сиріт і дітей, позбавлених батьківського піклування, незаконно депортованих у Росію, у готелях у Туреччині, орендованих для проєкту «Дитинство без війни».
Станом на квітень 2023 у Туреччині під прихистком проєкту перебувають майже 700 дітей-сиріт з України. Діти живуть у готелі на березі Середземного моря з повним пансіоном і медичною страховкою, яка гарантує належний догляд, навчаються в українських школах онлайн і відвідують додаткові курси для розвитку талантів.
У проєкті 120 дітей з особливими потребами. Є волонтери, які проводять для них окремі розвивальні та реабілітаційні заняття, спрямовані на покращення дрібної моторики, розумові та інтелектуальні вправи.
27 квітня 2023 у Туреччині за участі посла України в Туреччині Василя Боднара та 200 гостей з багатьох країн відбувся вечір подяки з нагоди річниці проєкту.

## Донори
Компанії VARUS та EVA першими приєдналися до підтримки проєкту, також оперативно приєдналися компанії Visa та monobank.
Станом на лютий 2023 у проєкті взяли участь десятки національних та міжнародних організацій і компаній. Підтримку надали перші леді двох країн — Олена Зеленська та Еміне Ердоган. 
Сприяють проєкту Посольство України в Туреччині та консульство України в Анталії.
Амбасадоркою проєкту стала співачка й акторка Оля Полякова. Також до дітей у Туреччину приїжджали українські зірки: Джамала, Руслана, гурт The Hardkiss дав два благодійні концерти в Анталії і Стамбулі.
Оборонець Маріуполя Михайло Діанов підтримав проєкт, перерахувавши 400 тис. грн з грошей, які йому переказали українці на лікування.

## Фільм
Про проєкт евакуації українських дітей-сиріт під час Російсько-української війни «Дитинство без війни» розповідає документальний фільм «Save generation UA», який здобув низку перемог на міжнародних кінофестивалях. Режисер — Роман Блажан.

## Відзначення
За реалізацію проєкту «Дитинство без війни» Руслан Шостак нагороджений орденом «За заслуги» III ступеня.